# روبن سالفيستر
روبن سالفيستر هو لاعب كرة قدم برتغالي في مركز الهجوم، ولد في 21 يناير 1994 في توندلا في البرتغال. لعب مع نادي تونديلا.

## وصلات خارجية
- روبن سالفيستر على موقع قاعدة بيانات كرة القدم.إي يو (الإنجليزية)
- روبن سالفيستر على موقع Soccerway.com (الإنجليزية)